# Spaelotis
Spaelotis is een geslacht van vlinders van de familie Uilen (Noctuidae), uit de onderfamilie Noctuinae.

## Soorten
- S. clandestina Harris, 1841
- S. defuncta Staudinger, 1896
- S. deplorata (Staudinger, 1897)
- S. dominans Corti & Draudt, 1933
- S. havilae Grote, 1880
- S. lucens Butler, 1881
- S. nipona Felder, 1874
- S. ravida

Donkere aarduil (Denis & Schiffermüller, 1775)
- S. restricta Boursin, 1968
- S. scotopsis Boursin, 1963
- S. senna (Freyer, 1829)
- S. sinophysa Boursin, 1955
- S. solida Erschoff, 1874
- S. stotzneri Corti, 1928
- S. suecica (Aurivillius, 1890)
- S. valida Walker, 1865